# Швейцарская партия труда
Швейцарская партия труда (нем. Partei der Arbeit der Schweiz, фр. Parti Suisse du Travail, итал. Partito Svizzero del Lavoro, романш. Partida svizra da la lavur) — коммунистическая партия в Швейцарии, основанная в 1944 году.
Швейцарская партия труда сменила запрещенную за 4 года до этого Коммунистическую партию Швейцарии (созданную в 1919 году левым крылом Социал-демократической партии Швейцарии во главе с Фрицем Платтеном), объединив коммунистов и левых социалистов.
На выборах в Женеве в c 1943 по 1969 годы несколько раз  занимала первое место.
Ныне занимает еврокоммунистические позиции. Входит в коалицию «Европейские левые». В некоторых франкоязычных кантонах действует под названием Народно-трудовой партии (фр. Parti Ouvrier et Populaire). Отделение партии в Тичино проголосовало за использование в кантоне старого названия — Коммунистическая партия (итал. Partito Comunista).
Председатель партии — Нелли Бунчу.
Свой лучший результат показала на своих первых выборах в национальное собрание в 1947 году — 5,1 % и 7 депутатов. Более значительным влиянием пользовалась во французских кантонах (Женева, Во, Невшатель), где получала 10-20 % голосов избирателей.
На парламентских выборах 1971 года собрала 2,6 % голосов и получила 5 мандатов из 200. Затем её успешность падала, пока не начала вновь расти в 1990-х годах.
На выборах 2007 года получила 1 мандат из 200 в нижней палате парламента и 0,7 % голосов. В 2010 году её единственный депутат, оставаясь членом ШПТ, стал инициатором создания партии «Альтернативные левые» с целью объединить организации левее социал-демократов и зелёных. В 2015 году снова получила 1 мандат, сохранив этот результат на выборах 2019 года, но лишившись парламентского представительства по итогам выборов 2023 года.
Высший орган — съезд, между съездами — партийными конференция, между конференциями — центральный комитет, исполнительный орган — партийное руководство, высшее должностное лицо — президент.
Никогда не была представлена в верхней палате парламента и в правительстве Швейцарии.